# Model de Drude

Representació del model de Drude: els electrons, en blau, són moguts pel gradient de camp elèctric, i col·lisionen amb els ions de la xarxa cristal·lina, en vermell.

El model de Drude o de Lorentz-Drude per conducció elèctrica fou desenvolupat cap al 1900 per Paul Drude per tal d'explicar les propietats de transport d'electrons en materials (especialment en metalls). El model de Drude proporciona una base de la mecànica clàssica per a la conductivitat dels metalls, es basa en l'aplicació de la teoria cinètica als electrons en un sòlid. Proporciona uns resultats raonables, encara que actualment ha estat superat pel corresponent model quàntic basat en la teoria de bandes de conducció.

## Explicació
Segons aquest model, un material dielèctric està format, a nivell microscòpic, per una xarxa cristal·lina en la qual existeixen tant electrons lligats com electrons lliures de moure's per la xarxa.
Suposa que el material conté ions positius immòbils i que un "gas d'electrons" clàssics, que no interaccionen entre ells de densitat n, on el moviment de cadascun es troba esmorteït per una força de fricció, fruit de les col·lisions dels electrons amb els ions, caracteritzada per un temps de relaxament τ.
Els electrons lligats estan sotmesos a una força elàstica que els fa oscil·lar al voltant dels ions de càrrega positiva, mentre que els electrons lliures són els responsables de la conductivitat.

## Desenvolupament del model
El model de Drude suposa que un portador mitjà de càrrega elèctrica està subjecte a l'acció d'una "força de resistència" {\displaystyle \scriptstyle \gamma }. En presència d'un camp elèctric extern E se satisfà la següent equació diferencial:
{\displaystyle m{\frac {d}{dt}}\langle {\vec {v}}\rangle =q{\vec {E}}-\gamma \langle {\vec {v}}\rangle }
on {\displaystyle \langle {\vec {v}}\rangle } és la velocitat mitjana, {\displaystyle m} és la massa efectiva i {\displaystyle q} la càrrega elèctrica del portador de càrrega. La solució estacionària:
{\displaystyle {\frac {d}{dt}}\langle {\vec {v}}\rangle =0}
d'aquesta equació diferencial és:
{\displaystyle \langle {\vec {v}}\rangle ={\frac {q\tau }{m}}{\vec {E}}=\mu {\vec {E}}}
on {\displaystyle \tau ={\frac {m}{\gamma }}} és el temps lliure mitjà d'un portador de càrrega, i {\displaystyle \,\mu } és la mobilitat elèctrica.
Si s'introdueix la densitat del gas de portadors de càrrega n (partícules per unitat de volum), podem relacionar la velocitat mitjana amb un corrent elèctric:
{\displaystyle {\vec {J}}=nq\langle {\vec {v}}\rangle }
Es pot demostrar que el material satisfà la llei d'Ohm amb una conductivitat elèctrica en corrent elèctric continu {\displaystyle \,\sigma _{0}}.
{\displaystyle {\vec {J}}={\frac {nq^{2}\tau }{m}}{\vec {E}}=\sigma _{0}{\vec {E}}}
El model de Drude permet també predir el corrent com a resposta a un camp elèctric variable en el temps amb una freqüència angular {\displaystyle \,\omega }, i en aquest cas:
{\displaystyle \sigma (\omega )={\frac {\sigma _{0}}{1+i\omega \tau }}}
on hem suposat que:
{\displaystyle E(t)=\Re (E_{0}e^{i\omega t})}
{\displaystyle J(t)=\Re (\sigma (\omega )E_{0}e^{i\omega t})}
Existeix una altra convenció en la qual {\displaystyle \,i} se substitueix per {\displaystyle \,-i} en totes les equacions. La part imaginària indica que el corrent està retardat respecte al camp elèctric, la qual cosa es produeix perquè els electrons necessiten aproximadament un temps {\displaystyle \,\tau } per accelerar-se en resposta a un canvi en el camp elèctric aplicat. En el cas previ, el model de Drude es va aplicar als electrons; però també es pot aplicar als forats, és a dir, als portadors de càrrega positiva en els semiconductors.
Si denotem per nA la densitat d'electrons per unitat de volum, obtenim una equació que relaciona el vector de polarització i el camp elèctric:
{\displaystyle {\vec {P}}=n_{A}\left\langle \pi \right\rangle =-n_{A}e{\vec {r}}(t)}
on {\displaystyle \langle \pi \rangle } representa el valor mitjà del moment dipolar elèctric de l'electró lligat. El moviment dels electrons lligats ve donat per la següent equació:
{\displaystyle m{\frac {d{\vec {v}}(t)}{dt}}=-e({\vec {E}}_{m}+{\vec {v}}\times {\vec {B}}_{m})-k{\vec {r}}-\beta {\vec {v}}}
on Em i Bm són els camps elèctric i magnètic a nivell microscòpic. Els altres termes del segon membre representen respectivament la força elàstica i una força "viscosa", que en el model tracta de simular la contínua pèrdua d'energia deguda a l'efecte Joule. Si dividim ara per la massa i multipliquem pel factor –e nA obtenim:
{\displaystyle -en_{A}{\frac {\partial ^{2}\langle {\vec {r}}\rangle }{\partial t^{2}}}+{\frac {e^{2}n_{A}}{m}}{\vec {E}}+en_{A}\omega _{0}^{2}\langle {\vec {r}}\rangle =en_{a}\gamma {\frac {\partial \langle {\vec {r}}\rangle }{\partial t}}}
{\displaystyle {\frac {\partial ^{2}{\vec {P}}}{\partial t^{2}}}+\gamma {\frac {\partial {\vec {P}}}{\partial t}}+\omega _{0}^{2}{\vec {P}}={\frac {e^{2}n_{A}}{m}}{\vec {E}}}
on hem introduït {\displaystyle \scriptstyle k/m=\omega _{0}^{2}} i {\displaystyle \scriptstyle \beta /m=\gamma }.

## Problemes del model
Aquest model ofereix una bona explicació per a la conductivitat del CC i del CA en metalls, l'efecte Hall, i la conductivitat tèrmica (deguda a electrons) en metalls, però falla en no proveir una explicació per a la disparitat entre les capacitats calorífiques dels metalls en comparació amb la dels materials aïllants. En un aïllador elèctric, hom esperaria que la capacitat calòrica fos zero, posat que no existeixen electrons lliures. En la realitat, els metalls i els aïlladors elèctrics tenen aproximadament la mateixa capacitat calorífica a temperatura ambient. El model de Drude també falla en explicar l'existència de portadors de càrrega aparentment positius com demostra l'efecte Hall.